# Parathaia leishanensis
Parathaia leishanensis är en insektsart som beskrevs av Song och Li 2007. Parathaia leishanensis ingår i släktet Parathaia och familjen dvärgstritar. Inga underarter finns listade i Catalogue of Life.